# Aurora Gutiérrez Larraya
Aurora Gutiérrez Larraya (El Astillero, c. 1880-Madrid, 1920) fue una encajera, diseñadora de encajes y docente española. Fue hermana de Tomás Gutiérrez-Larraya.

## Trayectoria

### Primeros años. Barcelona
Aurora Gutiérrez Larraya nació en El Astillero (provincia de Santander) hacia 1880, hija del farmacéutico Francisco Gutiérrez Díaz de la Campa, originario de La Busta, y de Elisa Larraya Rodríguez, originaria de Ferrol.
Llegó a Barcelona siendo muy pequeña. Asistió a la Escuela de Ayas dónde, entre otras asignaturas dirigidas a la inserción laboral de la mujer, aprendió las labores entonces típicas de su género. De 1895 a 1904, estudió en la Escuela de Dibujo para niñas y adultas. Una de las asignaturas que cursó fue Dibujo y Pintura aplicados á las labores de la mujer. A partir del curso 1903-1904 y hasta 1909, asistió en las clases de la Escuela Superior de Artes e Industrias y Bellas Artes de Barcelona  Allí, Aurora encaminó su currículum para aplicarlo a la proyección de puntas a la almohada y a la aguja, bordados, estampados de tejidos y otras técnicas. Gracias a unos “diseños de encajes de mérito excepcional y refinadísimo gusto”, ganó una beca de cuatro meses de estancia en Madrid. Allí, a principios de 1905, realizó una serie de trabajos sobre los encajes que se conservaban al Museo Arqueológico Nacional.
Además de la enseñanza práctica y teórico recibida,  Gutiérrez Larraya entró en contacto con el espíritu moderno y renovador que entonces reavivaba todos los campos artísticos. Era la época del Modernismo. Sus maestros fueron Joan Vacarisses, maestro de teoría de tejidos y profesor de dibujo y pintura aplicados a las labores de la mujer, y Fèlix Maestras, profesor de pintura decorativa, tejidos, blondes y pirograbado. También el dibujante y proyectista textil Francesc Tomàs y Estruch, uno de los diseñadores de encajes, bordados, estampados y tapices de más renombre a comienzos del siglo XIX. Para ganarse la vida, Aurora enseñó a jóvenes de familias de Barcelona, pintura, dibujo y labores artísticas. Por otro lado, diseñaba y realizaba las piezas que se le encargaban particularmente. De su periodo artístico en Barcelona se conservan diversos diseños en el Museo Marès del Encaje de Arenys de Mar.
Gutiérrez Larraya participó en exposiciones y ferias de industrias artísticas que se celebraban en todo el país. Así, por ejemplo, el 1904 participaba en el concurso organizado por el Fomento de las Artes Decorativas con unos proyectos para encajes; en la primavera de 1906 en la Exposición de Bellas artes y el 1907 en la V Exposición Internacional de Bellas Artes e Industrias Artísticas, celebrada también en Barcelona.

### Madrid
En 1909, Aurora se marchó a Madrid para ampliar sus estudios. En la capital española, dio clases de trabajos artísticos en el colegio del Sagrado Corazón. Continuó presentándose con éxito a concursos, muestras de arte y exposiciones de Bellas artes. Trabajó como maestra en el Museo de Artes Industriales, después reconvertido en el Museo de Artes Decorativas.
En 1911 recibió una pensión para ampliación de estudios para Estudio de Dibujo y Pintura aplicados a las labores de la mujer en Alemania, Inglaterra y Bélgica , consistente en 350 pesetas mensuales y 600 para viajes. En la Exposición Nacional de Artes Decorativas de 1913 recibió un Premio de aprecio por su obra presentada. Fue nombrada, por oposición, maestra de taller de Artes aplicadas a las Industrias de la Escuela del Hogar y Profesional de la Mujer en 1916.
En 1918 presentaba en el  IV Salón de Humoristas un proyecto de almohadones, reseñado por la crítica. Recibió en 1919 un premio en metálico de 400 pesetas por su diseño del "Billete de socio" creado para el baile de máscaras que celebró el Círculo de Bellas Artes de Madrid en el Teatro Real. Falleció el 9 de mayo de 1920 tras una rápida enfermedad. La Asociación de Dibujantes, de la cual formaba parte, realizó una exposición-subasta de dibujos y pinturas para sufragar su sepultura.